# Teru teru bōzu

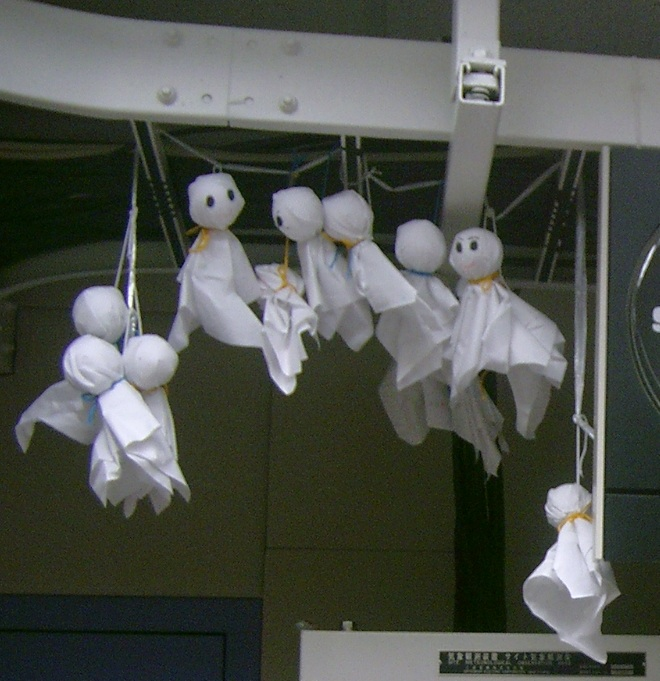
Teru teru bōzu

Il teru teru bōzu (てるてる坊主?) (letteralmente "splendere splendere bonzo") è una bambola - amuleto del folklore giapponese, che risale alla metà del Periodo Edo. 

## Descrizione
Si tratta di una bambola fatta di carta o stoffa di colore bianco ed è tradizionalmente diffusa in ambiente rurale, dove veniva appesa dai contadini sotto la gronda del tetto. Fungeva da amuleto per allontanare la pioggia e richiamare il bel tempo. Attualmente l'uso del teru teru bōzu è diffuso tra i bambini.
Viene costruita ricoprendo un oggetto sferico (che costituirà la testa) con della stoffa o della carta bianca, che viene fissata con un nodo fatto sotto la testa. Di seguito, si disegnano occhi, naso e bocca. Va posizionato alla finestra, appeso all'ombrello o in altre maniere.

## Canzone «Teru teru bōzu»
Nel 1921 lo scrittore e poeta Rokurō (Kyoson) Asahara scrisse una filastrocca sul teru teru bōzu, la quale, dopo due anni, venne musicata da Shinpei Nakayama e divenne una delle canzoni per bambini più famose.
La filastrocca fu presentata anche in Italia con il testo italiano tradotto da Franco Maresca allo Zecchino d'Oro 1976.

La canzone recita:
portami il sole domani

Se il cielo sarà sereno come lo sogno

ti regalerò un campanello dorato.
Teru Teru Bozu, Teru Bozu,

portami il sole domani

Se ascolterai le mie preghiere

ti donerò del sakè dolce
Teru Teru Bozu, Teru Bozu,

portami il sole domani

Se sarà nuvoloso
ti staccherò la testa»
Traduzione del testo seguente e della sua traslitterazione:
あした天気にしておくれ

いつかの夢の空のよに

晴れたら金の鈴あげよ
てるてる坊主てる坊主

あした天気にしておくれ

私の願を聞いたなら

あまいお酒をたんと飲ましょ
てるてる坊主てる坊主

あした天気にしておくれ

それでも曇って泣いたなら
そなたの首をチョンと切るぞ»
ashita tenki ni shite o-kure.

Itsuka no yume no sora no you ni

haretara gin no suzu ageyo.
Teru-Teru Bouzu, Teru Bouzu,

ashita tenki ni shite o-kure.

Watashi no negai wo kiita nara

amai osake wo tanto nomasho.
Teru-Teru Bouzu, Teru Bouzu,

ashita tenki ni shite o-kure.

Sore de mo kumotte naitanara
sonata no kubi wo chon to kiru zo.»